# Galvani (Mondkrater)
Galvani ist ein Einschlagkrater am äußersten westlichen Rand der Mondvorderseite.
Der Krater Galvani ist nur bei passender Libration von der Erde aus seitlich sichtbar. 
Er liegt westlich des Oceanus Procellarum, südlich von Volta und südwestlich von Repsold. 
Er überdeckt den nördlichen Rand der sehr stark erodierten Wallebene von Gerard Q Outer.
Der Kraterrand ist stark erodiert. Der nördliche Teil überdeckt teilweise den Krater Langley.
Die Entstehungszeit fällt in die nektarische Periode.
Galvani hat zwei Nebenkrater:
| Buchstabe | Position           | Durchmesser | Link |
| --------- | ------------------ | ----------- | ---- |
| B         | 49,54° N, 88,77° W | 13 km       |      |
| D         | 47,3° N, 88,04° W  | 9 km        |      |

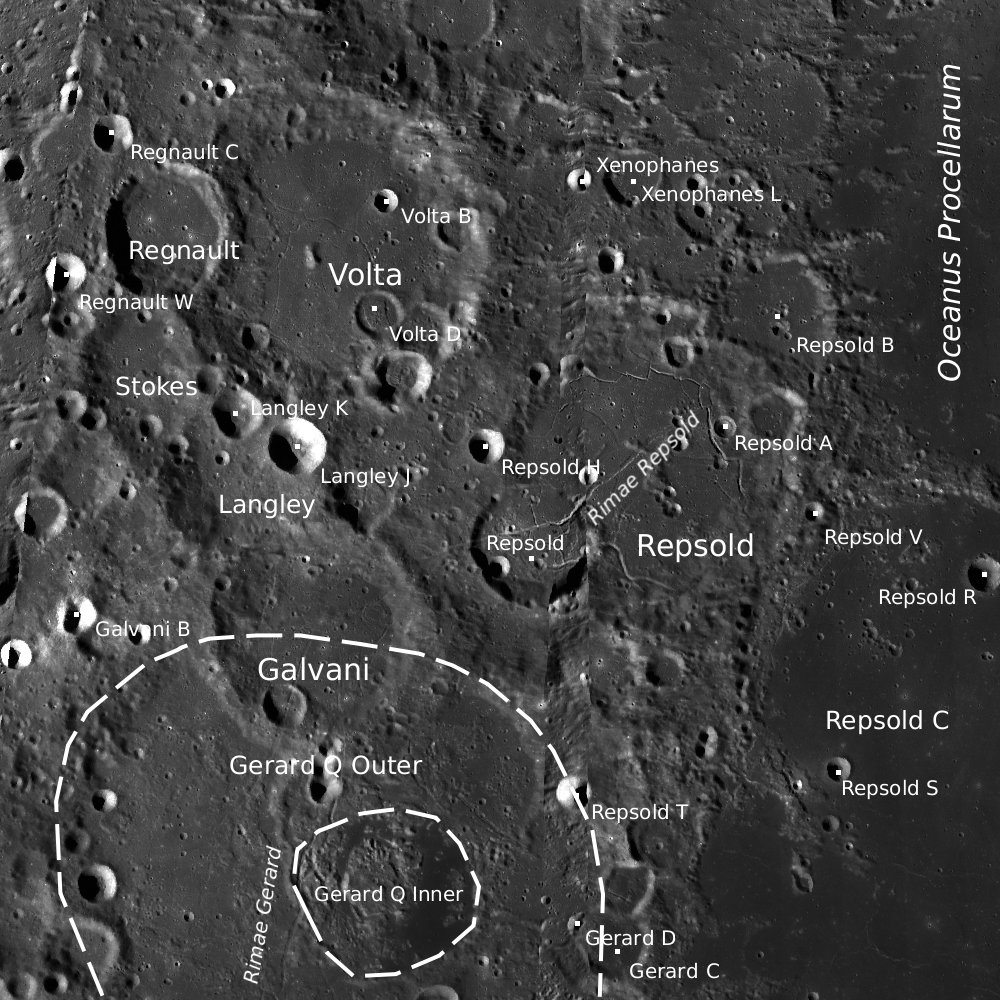
Galvani und Umgebung

Der Krater wurde 1961 von der IAU nach dem italienischen Biophysiker Luigi Galvani offiziell benannt.